# Sbor Církve bratrské v Hranicích
Sbor Církve bratrské v Hranicích je sborem této církve ve městě Hranice.
Sbor náleží do Hanácko-valašského seniorátu. Jeho kazatelem je Ladislav Melkus.
Sbor má také kazatelskou stanici v Přerově. Zde bohoslužby zajišťuje obvykle starší sboru Vladimír Došek.

## Bohoslužby
- Nedělní bohoslužba v Hranicích 08:30[3][4]
- Bohoslužba v Přerově 09:00